# Mouvement pour la liberté
Le Mouvement pour la liberté (en slovène : Gibanje Svoboda, GS) est un parti politique slovène vert libéral. Fondé en 2021 sous le nom de Parti de l'action verte, il change de nom l'année suivante et remporte les élections législatives slovènes de 2022.

## Histoire
En mai 2021, l'ancien ministre de l'environnement Jure Leben fonde le Parti de l'action verte (en slovène : Stranka zelenih dejanj ou Z.Dej), cherchant à concilier développement économique et protection de l'environnement. Jure Leben avait quitté le gouvernement Šarec et le Parti du centre moderne en 2019.
À la fin de l'année 2021, Robert Golob — récemment écarté de la direction de la société de négoce d'énergie GEN-I — cherche un moyen de se présenter aux élections législatives slovènes de 2022. En janvier 2022, il annonce être candidat à la présidence du Parti de l'action verte. Le 26 janvier 2022, lors du congrès du parti, Robert Golob est élu président, succédant ainsi à Jure Leben. À cette occasion, le parti est renommé Mouvement pour la liberté (en slovène : Gibanje Svoboda),.
À l'approche des élections législatives, le Mouvement pour la liberté est au coude-à-coude dans les sondages avec le Parti démocratique slovène (SDS) du Premier ministre conservateur Janez Janša. Le parti arrive toutefois largement en tête, devançant le SDS de plus de 10 points avec près de 35 % des suffrages.

## Dirigeants
| Portrait     | Nom          | Présidence              | Notes |
| ------------ | ------------ | ----------------------- | --- |
| Jure Leben   | Jure Leben   | mai 2021 - janvier 2022 | Fondateur du parti. Ancien ministre de l'environnement du gouvernement Šarec (2018-2019).                                                                                   |
| Robert Golob | Robert Golob | Depuis janvier 2022     | Ancien secrétaire d'État au ministère de l'économie (1999-2000). Conseiller municipal de Nova Gorica (depuis 2002). Fondateur et président de la société GEN-I (2004-2021). |

### Personnalités
- Marta Kos

## Idéologie
Le Mouvement pour la liberté est généralement qualifié de vert libéral,,, parfois de social-libéral. 
En fondant son prédecesseur, le Parti de l'action verte, Jure Leben souhaite concilier le développement industriel et économique avec la protection de l'environnement.
Lors de son accession à la présidence du parti, Robert Golob déclare que la question climatique « est la plus importante pour le futur de la Slovénie et particulièrement pour nos enfants ». Outre l'environnement, la santé, le dialogue entre générations et le respect de l'état de droit sont cités comme les points principaux de la plateforme du mouvement. Le parti est pro-européen.
S'il refuse de classer son mouvement sur l'axe gauche-droite,, Robert Golob concède toutefois que ses alliés naturels se situent au centre gauche. Le parti est d'ailleurs souvent classé au centre gauche par les observateurs politiques,.

## Résultats électoraux
| Année | Voix    | %     | Rang | Députés | Gouvernement |
| ----- | ------- | ----- | ---- | ------- | ------------ |
| 2022  | 410 769 | 34,45 | 1er  | 41 / 90 | Golob        |